# 五大湖地域

北アメリカの五大湖地域（赤色）

五大湖地域（ごだいこちいき、英: Great Lakes region）は、北アメリカの五大湖周辺に広がる地域のことである。カナダ＝アメリカ合衆国国境がミシガン湖を除く4つの湖を通り、カナダのオンタリオ州、アメリカ合衆国のミネソタ州、ウィスコンシン州、イリノイ州、インディアナ州、ミシガン州、オハイオ州、ペンシルベニア州、ニューヨーク州が五大湖に面する。
北東はオンタリオ湖から流れ出るセントローレンス川流域のケベック州を含む場合もあり、同州を加えた10州の州知事・州首相によって、五大湖・セントローレンス州知事・州首相会議が行われる。西はミシシッピ川対岸のアイオワ州、ミズーリ州、南はオハイオ川対岸のウェストバージニア州、ケンタッキー州の一部を含む場合もある。
五大湖メガロポリスと呼ばれるメガロポリス（メガリージョン）が形成されている。スペリオル湖周辺（アイアン・レンジ）の鉄鉱石、アパラチア山脈西部の石炭、五大湖の水運を活かして、世界有数の工業地域として発展し、スチールベルト、ファクトリーベルトと呼ばれたが、20世紀中頃から衰退が始まり、ラストベルトと呼ばれるようになった。

## 歴史

五大湖盆地

この地域にヨーロッパ人が入ってくる以前から、エリー湖とオンタリオ湖の周辺にはイロコイ族、残り地域の大半にはアルゴンキン族が住んでおり、他にもラコタ族、オジブワ族、イリノイ族、ポタワトミ族、ヒューロン族、ショーニー族、エリー族、フォックス族、クロウ族、ホーチャンク族（ウィネベーゴ族）などがいた。17世紀初期にヨーロッパ人による最初の恒久的開拓地ができると、セントローレンス川、ハドソン川、モホーク川およびハドソン湾流域で、これらインディアン部族はフランス人、オランダ人、イングランド人商人と広範な毛皮交易を行っていた。
アジアに至る伝説上の北西航路探検と、毛皮交易の独占を目指して、ヨーロッパ北西部の帝国主義3国が地域の支配を巡って激しい競争を演じた。フランス、オランダおよびイギリスによる1世紀半にわたる海陸の戦争が続いた後で、イギリスがオハイオ川から北極まで、大西洋からミシシッピ川までを支配した。その境界の先はイギリス、フランス、スペイン、ロシアの間で領有権論争が残ったままだった。
1759年、ケベック市近くでイギリスはフランスを決定的に破り、1763年パリ条約により、北アメリカのフランス領だった地域がイギリスに渡った。それに続いて起こったポンティアック戦争では、イギリスの領有権主張に対しインディアンの同盟が激しく抵抗した。このときに依然として主権を持つインディアン・ネーションに大きな譲歩を行った。モホーク族、オナイダ族、オノンダガ族、カユガ族、セネカ族、タスカローラ族の6部族で構成するイロコイ連邦は、イギリスにも、さらに後のアメリカ合衆国にもその主権を渡さなかった。
アメリカ独立戦争のとき、この地域の領有はイギリスとアメリカ植民地人の間で競われた。アメリカ人冒険家達は地域支配条件を有利にし、最終的にイギリスと和平条約を結ぶことを期待し、カスカスキアやビンセンズなどインディアンやヨーロッパ人開拓地を攻撃して占領した。この間フランス系住民から支援されることもあった。1784年、アメリカ合衆国とイギリスとの間に結ばれた和平条約により、オハイオ川、ミシシッピ川および五大湖に囲まれた地域がアメリカ合衆国に譲渡されたが、イギリスは地域にある砦の支配を続け、ヨーロッパ市場に向けた最も価値ある商品である毛皮の交易を続けた。
1781年から1789年に連合会議がアメリカ合衆国を運営した時代に、この地域の統治に関してその権限が不明だったことを明白にする3つの条例を成立させた。1つは1784年の条例であり、将来的に統治した場合の体系を決めた。領地はその後6州に分割され、憲法上の幅広い権限を与えられ、同等なメンバーとして国家に組み入れられた。1785年条例では、土地が分割される要領を定め、自分で農場を運営する開拓者に小さな区画を販売することが求められた。
1787年の北西部条例は、五大湖の南にある州が、独立時13州と同等な政体として合衆国に加盟する手続きを規定した。この条例は、アメリカ合衆国憲法を起草する前に、最終形態で採択され、当時民主主義政府と経済において急進的実験とされたものを創り出す壮大で理想を追った提案だった。1787年北西部条例では奴隷制度を禁止し、長子相続制を制限し、普遍的公共教育を義務化し、入植した土地を改良する者に農地を提供し、インディアンに対しては平和的で合法的な待遇を要求した。この条例は、国家宗教の制定を禁止し、のちの権利章典の前身となる公民権を確立した。この公民権には、残酷で異常な刑罰の免除、陪審制裁判、不合理な捜索と逮捕の禁止が盛り込まれた。州になる地域は憲法制定会議を開き、13州相当の州として加盟を申請する権限を与えられた。この規定から、オハイオ州、インディアナ州、ミシガン州、イリノイ州、ウィスコンシン州の5州が作られた。ミネソタ州のミシシッピ川からセントクロワ川までの北東部も、この条例の管轄権内にあり、古北西部の制度と文化を両ダコタまで及ぼすことになった。アメリカ人開拓地が急拡大したことでインディアンとの関係が緊張し、1794年のフォールン・ティンバーズの戦いで頂点に達した。
イギリスは、アメリカが開拓を進めれば西部にある領地も併合されてしまうことを怖れ、1791年構成法によりカナダの植民地に限定的自治を認め、新しくローワー・カナダ（現ケベック州）とアッパー・カナダ（現オンタリオ州）の2つの植民地を造った。
両国の開拓と経済拡大は1825年のエリー運河開通で加速された。この運河は大西洋岸と五大湖地域の間の市場と商業を効果的に統合した公共事業の成功例だった。国境の両側の地域は農業機械と技術のために、広大な研究と設計の実験室になった。農園主が運営する農園が人と生態系を広大な農地の広がりに変え、主に小麦とトウモロコシを生産した。ニューヨーク州西部やオハイオ州北東部では、セントローレンス川、モホーク川、ハドソン川が販売用トウモロコシと小麦の搬送路となり、一方オハイオ川はペンシルベニア州西部とオハイオ州南部、インディアナ州、イリノイ州から農産物を遠くニューオーリンズまで運んだ。鉱業では主に銅、亜鉛、鉛といった軟質金属が採掘され、林業・製材業では新しい開拓地に木材を提供する製材所が急速に拡大された。
農業と工業の生産により、独立した共和制生産者のはっきりした政治と社会の文化を生みだし、彼等が個人の自由というイデオロギー、自由市場、大きな社会ビジョンを統合して、宗教的な言葉や熱心さで表現することが多かった。この地域が自由土地運動の反奴隷制度と結びつき、南北戦争では兵士と農産物を提供して北軍の勝利に貢献した。ホームステッド法やモリル法は公有地を提供して農業経済の範囲を広げ、その後の州全てにとって州立大学を支援し、西方拡張と教育のモデルになった。
イギリス領カナダの1866年ロンドン会議と1867年構成法は、元のアッパー・カナダでおきた政治と幾分軍事的な騒擾から出てきた類推であり、アッパー・カナダはオンタリオ州という新しい政体に改名組織化された。北西部条例の規定と同様にオンタリオ州は奴隷制度を禁止し、土地を所有する農夫への土地配分を規定し、普遍的公共教育を義務化した。

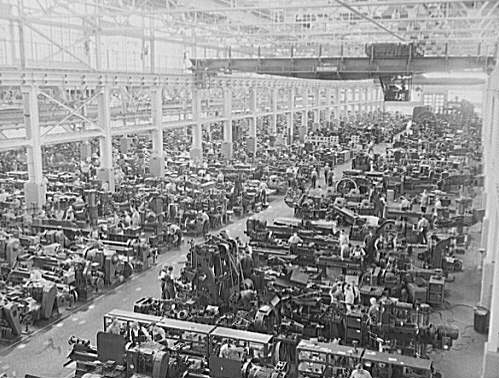
フォードのリバールージュ組立工場、1941年

工業生産、組織、技術によって五大湖地域は世界でも最も生産性の高い工業地帯になった。19世紀のインターナショナル・ハーベスター、スタンダード・オイル、ユナイテッド・スティールのような独占企業の先駆けが、アメリカの集中統合とその先の世界市場支配のパターンを確立した。この地域では石油、鉄鋼、自動車、合成ゴム、農業機械、輸送機器などの生産で世界最大級の集中度を示した。農業も機械化され、加工食肉、包装された穀物製品、加工酪製品が作られた。経済力の莫大な集中から生じた権力の分裂や不安定に対応して、工業労働者は産業別労働組合会議を組織し、農業協同運動と協力し、ウィスコンシン州知事でアメリカ合衆国上院議員も務めたロバート・M・ラフォレットが進歩的な政策を指導した。州立大学、プロのソーシャルワーク、失業と労働者の社会保障が、アメリカ社会政策に対してこの地域が恒久的貢献を果たしたものである。
五大湖地域は農業技術、輸送、建設において地球規模で影響力ある技術革新を遂げてきた。サイラス・マコーミックの種蒔き機、ジョン・ディーアの鋼製鋤、ジョセフ・ダントの穀物倉庫、ジョージ・ワシントン・スノーのバルーン構法は国際的に重要な影響を与えた例である。ケース・ウェスタン・リザーブ大学とシカゴ大学は原子力を開発する人材を育てた。オハイオ州とインディアナ州では自動車生産が発展し、ミシガン州のデトロイトを中心にした。ヘンリー・フォードの移動できる組立ラインは食肉加工の経験を生かしたものであり、農業機械生産や製鋼技術とともに大量生産の時代を革新した。シカゴを本拠にするモンゴメリー・ウォードやシアーズ・ローバックは大量生産時代に応じた大量小売り流通を発展させた。
シカゴとデトロイトは建築の分野でも重要な役割を果たした。ウィリアム・ル・バロン・ジェニーが世界初の高層建築建築家となった。シカゴのホーム・インシュアランス・ビルは建物に鉄骨を用いたので最初の高層建築である。シカゴはその時から技術的な革新により当代の都市と商業建築の世界で最も影響力ある震源地となった。それほど有名ではないが同じくらい影響力があったのが、1832年、シカゴにおけるバルーン構法の発明であり、それまでの木組みが重い梁を使い、製材技術を必要としていたものに置き換わった。この新しい木材は農夫や開拓者でも釘打ちで組み立てられ、西部の草原や平原で家や納屋を建てるために使われた。ウィスコンシン州生まれでシカゴで訓練されたサリバンの弟子、フランク・ロイド・ライトが商業用スカイライト・アトリウムから郊外の牧場家屋まで建築のプロトタイプを作り上げた。
近代の交通手段として貢献したのがライト兄弟の飛行機であり、また五大湖貨物船や枕木と鋼製レールを使った鉄道路床もあった。19世紀初期のエリー運河や20世紀半ばのセントローレンス・シーウェイは水上交通のスケールを広げた。
農業協同組合は19世紀の農場を結びつけ、地域全体の田園部政治経済と文化の大半を定義する農業協同作業を作りだした。同友会、民族および市民の組織が共同事業を拡大し、保険会社から児童養護施設や病院まで地元企業を支援した。この地域は政治的地盤であり、地域政党で指導力を発揮した。
この地域の制度的に大きな貢献は、大会社、労働者、教育、共同組織である。19世紀後半と20世紀初期の独占時代には全国にも国際的にも影響力ある会社が幾つかあった。例えば、ジョン・ディーア・プロウ、マコーマック・リーパー、ニューヨーク・セントラル・アンド・エリー鉄道、カーネギー製鉄所、USスチール、インターナショナル・ハーベスター、スタンダード・オイルだった。これら大企業の経済と政治の力に対する民主的なバランスを取るものとして、工業労働者の組織、農業協同組合、州立教育体系があった。ビッグ・テン・カンファレンスの存在により、各州が主要な研究、技術と農業、教員養成のカレッジや大学を後援することで最初の地域になった。産業別労働組合会議は地域の石炭と鉄の鉱山、鉄鋼、自動車、ゴム工業から育った。ストライキはオハイオ州、インディアナ州、ミシガン州で激しかった。
第二次世界大戦中、この地域は自動車、トラック、ジープなど陸上自走車を生産し、航空産業にはエンジン、トランスミッション電機部品の供給者になった。極端に労働力不足になったが、機械化を進め、女性や移民の労働力を導入し、食料生産も増やした。

## 経済
| 五大湖地域の州   | 2008年 GDP （100万米ドル） | 構成比 (%) |
| ---------------- | -------------------------- | ---------- |
| ニューヨーク州   | 1,144,481                  | 25.2       |
| イリノイ州       | 633,697                    | 14.0       |
| オンタリオ州     | 584,460                    | 12.9       |
| ペンシルベニア州 | 553,301                    | 12.2       |
| オハイオ州       | 471,508                    | 10.4       |
| ミシガン州       | 382,544                    | 8.4        |
| ミネソタ州       | 262,847                    | 5.8        |
| インディアナ州   | 254,861                    | 5.6        |
| ウィスコンシン州 | 240,429                    | 5.3        |
| 合計             | 4,528,128                  | 100.00     |

船で行くことのできる地形、水路、港が地域全体に前例の無いような交通インフラの建設を加速させた。地域は先進工業と研究開発のリーダーであり、生産工程や事業組織に大きな革新をもたらした。ジョン・ロックフェラーのスタンダード・オイルは、価格の中央監視、均一な物流、制御された製品標準の前例をつくり、クリーブランドの統合製油所として始まった。サイラス・マコーミックの種蒔き機やそのた農業機械の製造者はシカゴでインターナショナル・ハーベスターとして統合された。アンドリュー・カーネギーの製鋼技術は大規模な平炉とベッセマー法を統合して、世界で最も効率的で利益のでる製鋼所を作った。世界でも最大で最も包括的なUSスチールは地域の鋼生産を統合した。世界の大雇用主の多くが五大湖地域で始まった。
近代的な意味でのマスマーケティングもこの地域で始まった。モンゴメリー・ウォードとシアーズ・ローバックという2つの競合するシカゴの小売業者がマスマーケティングを発展させ、カタログによる通信販売を行い、消費財の供給者としてそのブランドを築いた。地域の自然景観、文化制度、およびリゾートが人気ある観光地を作り上げた。
水路の利便性、高度に発達した輸送インフラ、金融、発展する市場があることで、地域は自動車生産と地球規模企業の指導的存在になった。ヘンリー・フォードの移動できる組立ラインと統合化された生産は、自動車製造のモデルと標準になった。デトロイト地域は世界の自動車の中心として浮上した。オハイオ州アクロンはタイヤに対する需要によってゴム製品の世界的指導者になった。五大湖から年間2億トンの貨物が出荷されている。
ブルッキングス研究所に拠れば、五大湖地域が1つの国としてあるならば、その経済は地球上の最大規模となる。地域の総生産は4.5兆米ドルである。五大湖メガロポリスと呼ばれる地域には推計5,400万人が住んでいる。さらにカナダのケベック州で再々のモントリオール都市圏は、この地域とセントローレンス・シーウェイを結んでいることになる。

## 人口中心
| 順位 | 都市圏                                     | 州                                         | 画像 | 2009年の都市圏人口 | 2025年予測人口 | 差分 （2025年–2009年） |
| ---- | ------------------------------------------ | ------------------------------------------ | ---- | ------------------ | -------------- | ---------------------- |
| 1    | シカゴ都市圏                               | イリノイ州 インディアナ州 ウィスコンシン州 |      | 9,804,845          | 10,935,100     | 1,130,255              |
| 2    | トロント都市圏                             | オンタリオ州                               |      | 5,741,400          | 7,408,000      | 1,666,600              |
| 3    | デトロイト都市圏                           | ミシガン州                                 |      | 5,327,764          | 6,191,000      | 863,236                |
| 4    | クリーブランド都市圏                       | オハイオ州                                 |      | 2,891,988          | 3,172,000      | 280,012                |
| 5    | ミルウォーキー都市圏                       | ウィスコンシン州                           |      | 1,760,268          | 1,913,000      | 157,732                |
| 6    | オタワ – ガティノー                        | オンタリオ州 ケベック州                    |      | 1,451,415          | 1,596,556      | 145,141                |
| 7    | グランドラピッズ都市圏                     | ミシガン州                                 |      | 1,327,366          | 1,530,000      | 202,634                |
| 8    | バッファロー都市圏                         | ニューヨーク州                             |      | 1,203,493          | 1,040,400      | -163,093               |
| 9    | ロチェスター都市圏                         | ニューヨーク州                             |      | 1,149,653          | 1,248,600      | 98,947                 |
| 10   | ハミルトン都市圏                           | オンタリオ州                               |      | 740,200            | 954,858        | 214,658                |
| 11   | トレド都市圏                               | オハイオ州                                 |      | 672,220            | 672,220        | 0                      |
| 12   | ランシング都市圏                           | ミシガン州                                 |      | 523,609            | 547,325        | 23,716                 |
| 13   | キッチナー – ケンブリッジ – ウォータールー | オンタリオ州                               |      | 492,400            | 635,196        | 142,796                |
| 14   | ロンドン都市圏                             | オンタリオ州                               |      | 492,200            | 634,938        | 142,738                |
| 15   | フォートウェイン都市圏                     | インディアナ州                             |      | 414,315            | 455,623        | 39,366                 |
| 16   | セントキャサリンズ – ナイアガラ            | オンタリオ州                               |      | 404,400            | 521,676        | 117,276                |
| 17   | ウィンザー都市圏                           | オンタリオ州                               |      | 330,900            | 426,861        | 95,961                 |
| 18   | エリー都市圏                               | ペンシルベニア州                           |      | 280,985            | N/A            | N/A                    |

## 関連図書
- Chandler, Alfred D. and Hikino, Takashi (1994), Scale and Scope: The Dynamics of Industrial Capitalism: The Dynamics of Industrial Capitalism, Harvard University Press.
- Chandler, Alfred D., (1977) The Visible Hand: The Managerial Revolution in American Business, Harvard University Press.
- Cronon, William (1991). Nature's Metropolis: Chicago and the Great West, W.W. Norton.
- Foner, Eric (1970). Free Soil, Free Labor, Free Men: The Ideology of the Republican Party Before the Civil War, Oxford University Press
- Reese, T (2001). Soft Gold: A History of the Fur Trade in the Great Lakes Region and Its Impact on Native American Culture, Heritage Press.
- Shannon, Fred (1945). The Farmer's Last Frontier: Agriculture, 1860–1897, Farrar & Rineheart.
- Taylor, Alan (2007), The Divided Ground: Indians, Settlers and the Northern Borderland of the American Revolution, Vintage Books.